# Taniguchi Kaito
Kaito Taniguchi (sinh ngày 7 tháng 9 năm 1995) là một cầu thủ bóng đá người Nhật Bản.

## Sự nghiệp câu lạc bộ
Kaito Taniguchi đã từng chơi cho Grulla Morioka.